# 錢中諧
錢中諧（?—?），字宮聲。江蘇吳縣人。

## 生平
顺治丁酉（1657年）举人，順治十五年（1658年）進士。康熙十八年（1679年）召試博學鴻詞科，取一等十四名。授翰林院編修，纂修《明史》。著有《三吳水利條議》。